# كاتدرائية الاسم المقدس (مومباي)

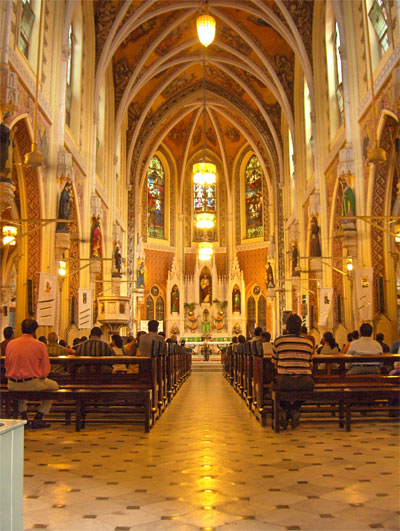
الهندسة الجمالية للكاتدرائية من الداخل على رونقها الأوروبي المتميز.

كاتدرائية الاسم المقدس ببومباي هي كتدرائية الكنيسة الرومانية الكاثوليكية، بنيت سنة 1902 في الهند، بمدينة مومباي، ويتواجد فيها إلى اليوم مقر رئيس أساقفة بومباي ومقر أبرشية بومباي. تقع الكاتدرائية في كولابا في منطقة جنوب مومباي. وقد بنيت على رونقها الأوروبي المتميز. باستخدام الأسلوب النيو-قوطي.
تعتبر الكاتدرائية معلمة هندسية ومزارا سياحيا وواحدة من أكثر الكاتدرائيات المعروفة في الهند.
موقع هذه الكنيسة هو قريب جدا من موقع الكنيسة البرتغالية السابقة للسيدة أمل، أو  نوسا سنهورا دا إسبيرانسا ، التي تم مصادرتها من قبل الإنجليز من Padroado الحزب وتسليمه للدعاية لحزب النائب الرسولي أثناسيوس هارتمان. وقد تم هدم الكنيسة إسبيرانسا من قبل الدعاة بعد فترة وجيزة، وفي مكانها الحاضر بناء إسبيرانسا، وتسمى أيضا مبنى المؤتمر القرباني.